# كأس العالم للهوكي 2006
كأس العالم للهوكي 2006 (بالألمانية: Feldhockey-Weltmeisterschaft der Herren 2006)‏ هو الموسم 11 من  كأس العالم للهوكي. أقيم خلال الفترة 6 سبتمبر 2006 وحتى 17 سبتمبر 2006، وأشرف على تنظيمه الاتحاد الدولي للهوكي.